# S10 (artiest)
Stien den Hollander (Hoorn (Noord-Holland), 8 november 2000), bekend onder haar artiestennaam S10 (uitgesproken als 'es-tien'), is een Nederlandse zangeres en rapper.

## Carrière
Den Hollander was 17 jaar oud toen ze in januari 2018 bij het Nederlandse hiphoplabel Noah's Ark tekende. Hier liet ze haar eerste ep's en haar debuutalbum Snowsniper (2019) uitbrengen. In 2020 won ze voor Snowsniper een Edison in de categorie Alternative.
In 2021 brak de zangeres in Nederland door met liedjes als Adem je in en Schaduw. In België was ze in de Vlaamse Ultratop 50 te vinden met haar bijdrage aan het lied Onderweg van de Belgische band Bazart.
Eveneens in 2021 werd ze door de AVROTROS geselecteerd om namens Nederland deel te nemen aan het Eurovisiesongfestival 2022. Op 3 maart 2022 presenteerde ze De diepte, het nummer waarmee ze dit ging doen. Ze bracht het voor het eerst live ten gehore bij het televisieprogramma Matthijs gaat door. Met de act eindigde ze als elfde in de finale.
In oktober 2022 bracht de zangeres het album Ik besta voor altijd zolang jij aan mij denkt uit, met daarop de eerder uitgebrachte nummers Adem je in, De diepte en Laat me los (samenwerking met BLØF). Op het album staan naast de samenwerking met BLØF ook samenwerkingen met Froukje (Nooit meer spijt) en Mula B (De ergste dag). Een ander nummer van het album, Hoor je mij, werd eind 2022 uitgeroepen tot het themalied van 3FM Serious Request van dat jaar.
In januari 2023 nam S10 deel aan de concertreeks De Vrienden van Amstel LIVE!, de 25-jarige jubileum-editie.
Ook won ze in 2023 een Edison in de categorie Nederlandstalig, onder andere voor haar album Ik besta voor altijd zolang jij aan mij denkt. Daarnaast won de zangeres datzelfde jaar een 3FM Award in de categorie Beste Album.
De in augustus 2024  uitgebrachte single Ik haat hem voor jou dat een samenwerking met Froukje was werd een top 5 en langdurige hit in de Single Top 100. De in april 2025 uitgebrachte single met weer Froukje, Hart in brand, is succesvol geworden. De tussenliggende singles Mijn haren ruiken naar vuur en Have fun bleven steken in de top 20 van de Tipparade. 

## Persoonlijk
Den Hollanders ep's Antipsychotica (2017) en Lithium (2018) zijn vernoemd naar medicijnen die voorgeschreven worden bij psychiatrische aandoeningen. S10 wordt geprezen om haar gewaagde en eerlijke teksten over haar persoonlijke psychische problemen; zelf werd zij in het verleden opgenomen in een kliniek wegens depressie en psychoses.

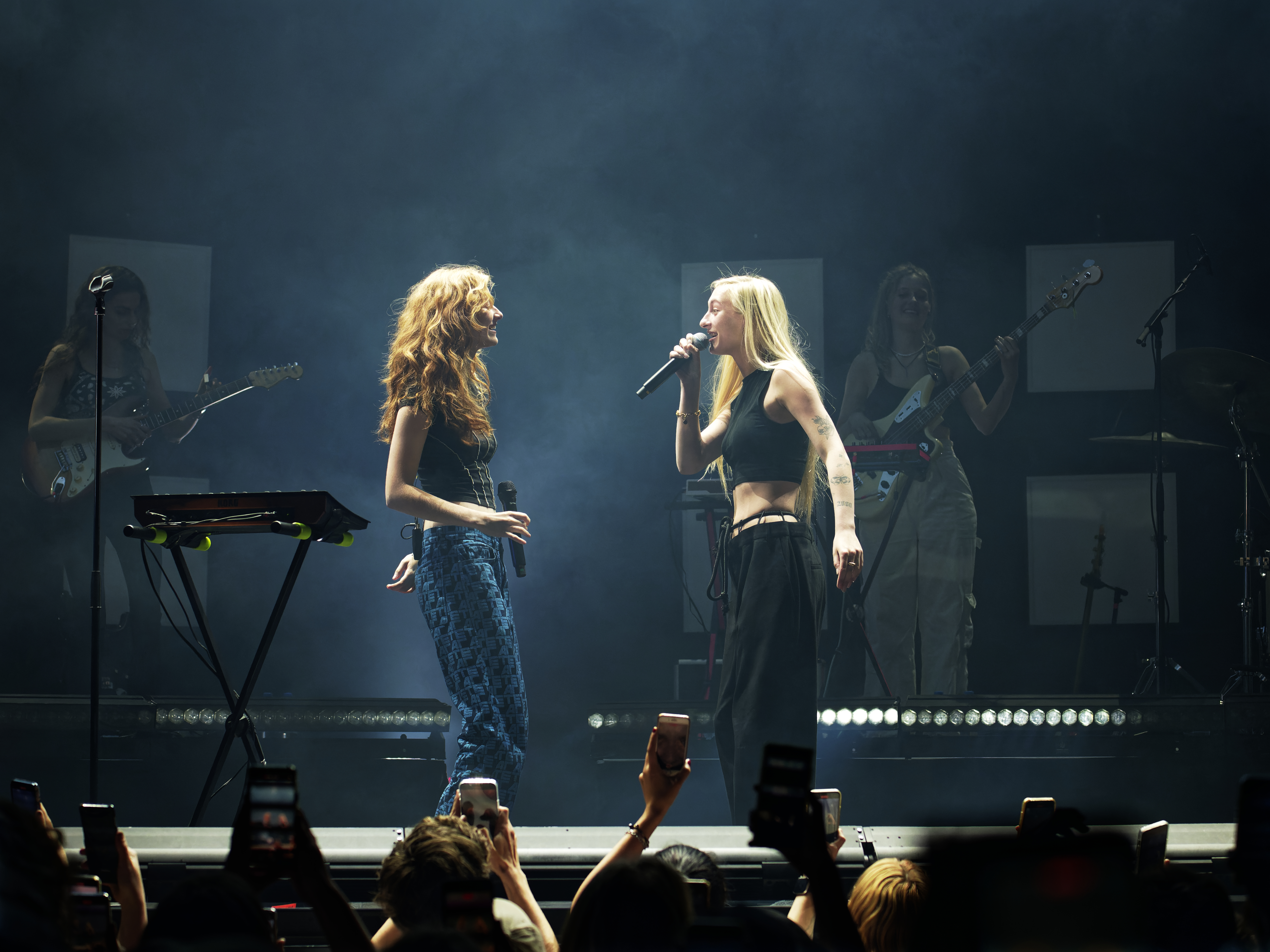
S10 en Froukje (Tivoli Vredenburg 2022)

Tijdens haar al aangevangen artistieke carrière begon S10 in 2019 te studeren aan de Herman Brood Academie. Ze volgde de driejarige opleiding Artiest muzikant hiphop en heeft deze succesvol afgerond.
Vanaf medio april 2025 annuleerde S10 veel van haar optredens wegens persoonlijke omstandigheden. Haar tweelingbroer werd op 16 april onder verdachte omstandigheden na een val van uit een flat in Amsterdam zwaargewond aangetroffen. Na negen weken in coma te hebben gelegen overleed hij op 19 juni 2025.

## Prijzen
- 2020: Edison in de categorie Alternative voor debuutalbum Snowsniper.
- 2022: #Video Award in de categorie Beste Music Video voor het nummer Adem je in.[19]
- 2022: 3FM Award in de categorie Beste Samenwerking met Bazart voor de single Onderweg.[20]
- 2022: 3voor12 Song van het jaar 2022 voor Zonder gezicht (met Froukje)[21]
- 2023: Edison in de categorie Nederlandstalig voor het album Ik besta voor altijd zolang jij aan mij denkt.[22]
- 2023: 3FM Award in de categorie Beste Album voor Ik besta voor altijd zolang jij aan mij denkt.[13]
- 2024: 3voor12 Song van het jaar 2024 voor Ik haat hem voor jou (met Froukje).[23]
- 2025: 3FM Award in de categorie Beste samenwerking met Froukje voor de single Ik haat hem voor jou.[24]